# Pohybová soustava
Pohybová soustava je orgánová soustava mnoha tkání a orgánů živočichů, které se podílí na vytváření pohybu.
Pohybovou soustavu tvoří převážně svalová soustava (svaly) a kosterní soustava (kosti a klouby). Někdy se však termín pohybová soustava omezuje pouze na svaly a pro kosti se vyčleňuje termín opěrná soustava.